# Phare de Kråkenes
Le phare de Kråkenes (en norvégien : Kråkenes fyr)  est un phare côtier de la commune de Vågsøy, dans le comté de Vestland (Norvège). Il est géré par l'administration côtière norvégienne (en norvégien : Kystverket).

## Histoire
La maison-phare se trouve sur un promontoire rocheux au nord-ouest de l'île de Vågsøy, dans l'embouchure du Nordfjord. Le phare a été mis en service en 1906. Il a été détruit lors d'un raid aérien allié en 1945. Reconstruit et remis en service en 1950 il a été automatisé en 1986.
Le phare actuel abrite maintenant un restaurant et dispose de chambres disponibles pour l'hébergement.

## Description
Le phare  est une tour carrée en bois de 10 mètres de haut, avec une galerie et lanterne. Le bâtiment de gardien est peint en blanc et la lanterne est rouge. Son Feu à occultations émet, à une hauteur focale de 16 mètres, un groupe d'éclat blanc, rouge et vert selon différents secteurs toutes les 6 secondes. Sa portée nominale est de 12.8 milles nautiques (environ 24 km) pour le feu blanc, 10 pour le feu rouge et 9 pour le feu vert.
Identifiant : ARLHS : NOR-141 ; NF-2905 - Amirauté : L0504 - NGA : 5556 .
|          |
| Le phare |

|          |
| Le phare |

### Lien connexe
- Liste des phares de Norvège